# Jean Laffitte
Jean Clément Marie Gérard Joseph Françoise Georges Laffitte (Oloron-Sainte-Marie, 5 maggio 1952) è un vescovo cattolico francese, dal 21 dicembre 2023 prelato emerito del Sovrano Militare Ordine di Malta.

## Biografia
Jean Clément Marie Gérard Joseph Françoise Georges Laffitte è nato il 5 maggio 1952 ad Oloron-Sainte-Marie, nella diocesi di Bayonne.
Sua sorella Martine è la cofondatrice della Comunità dell'Emmanuele, associazione di diritto pontificio nata a Parigi nel 1972.

### Formazione e ministero sacerdotale
Dopo aver compiuto gli studi primari, ha frequentato l'Università di Tolosa e nel 1973 ha ottenuto una laurea di specializzazione in scienze politiche. Inoltre, nel 1979 ha seguito alcuni corsi presso l'Università di Cambridge e nel 1980 presso l'Università di Salamanca. Dopo aver deciso di seguire la sua vocazione sacerdotale, nel 1984 si è trasferito a Roma, dove ha frequentato il Pontificio Seminario Francese. Ha studiato teologia cattolica e filosofia presso la Pontificia Università Gregoriana. Nel 1988 ha ricevuto il baccalaureato in teologia cattolica e filosofia.
Il 2 luglio 1989 è stato ordinato presbitero dal vescovo Raymond Gaston Joseph Séguy; si è incardinato nella diocesi di Autun, in quanto membro della Comunità dell'Emmanuele.
Ha continuato i suoi studi presso il Pontificio istituto Giovanni Paolo II, ateneo per gli studi sul matrimonio e sulla famiglia, dove ha conseguito il dottorato in teologia morale.
Nel 1994 è divenuto docente di etica coniugale, antropologia e spiritualità presso l'istituto medesimo, mentre dal 1999 al 2001 è anche vicerettore di questo istituto.
Il 14 gennaio 2000 papa Giovanni Paolo II lo ha insignito del titolo onorifico di cappellano di Sua Santità.
Nel 2003 è stato nominato consultore della Congregazione per la dottrina della fede, allora diretta dal cardinale Joseph Ratzinger (poi papa Benedetto XVI).
Il 28 gennaio 2005 papa Giovanni Paolo II lo ha nominato sottosegretario del Pontificio consiglio per la famiglia.
Il 24 gennaio 2006 papa Benedetto XVI lo ha nominato vicepresidente della Pontificia accademia per la vita.

### Ministero episcopale
Il 22 ottobre 2009 papa Benedetto XVI lo ha nominato segretario del Pontificio consiglio per la famiglia e vescovo titolare di Entrevaux; ha ricevuto l'ordinazione episcopale il 12 dicembre seguente, nella basilica di San Pietro in Vaticano, con i vescovi Giovanni D'Ercole e Mario Toso, dal cardinale Tarcisio Bertone, co-consacranti il cardinale Renato Raffaele Martino e l'arcivescovo Giuseppe Molinari.
Il 5 gennaio 2011 lo stesso papa lo ha nominato consultore del Pontificio consiglio della pastorale per gli operatori sanitari.
Il 4 luglio 2015 papa Francesco lo ha nominato anche prelato del Sovrano Militare Ordine di Malta. Compito di questa figura è di vigilare affinché la vita religiosa e sacerdotale dei cappellani ed il loro apostolato si svolgano secondo la disciplina e lo spirito melitensi, assistere il Gran Maestro ed il Gran Commendatore nella cura della vita e dell'osservanza religiosa dei membri dell'Ordine e in tutto ciò che concerne il carattere spirituale delle opere dell'Ordine.
È cessato dall'incarico di segretario del Pontificio consiglio per la famiglia il 1º settembre 2016, quando per volontà di papa Francesco questo organismo è stato soppresso ed accorpato al Dicastero per i laici, la famiglia e la vita, e dall'incarico di prelato del Sovrano Militare Ordine di Malta il 21 dicembre 2023.
Sa parlare correttamente il francese, l'italiano, l'inglese e lo spagnolo. È inoltre autore di numerose pubblicazioni.

## Genealogia episcopale
La genealogia episcopale è:
- Cardinale Scipione Rebiba
- Cardinale Giulio Antonio Santori
- Cardinale Girolamo Bernerio, O.P.
- Arcivescovo Galeazzo Sanvitale
- Cardinale Ludovico Ludovisi
- Cardinale Luigi Caetani
- Cardinale Ulderico Carpegna
- Cardinale Paluzzo Paluzzi Altieri degli Albertoni
- Papa Benedetto XIII
- Papa Benedetto XIV
- Cardinale Enrico Enriquez
- Arcivescovo Manuel Quintano Bonifaz
- Cardinale Buenaventura Córdoba Espinosa de la Cerda
- Cardinale Giuseppe Maria Doria Pamphilj
- Papa Pio VIII
- Papa Pio IX
- Cardinale Gustav Adolf von Hohenlohe-Schillingsfürst
- Arcivescovo Salvatore Magnasco
- Cardinale Gaetano Alimonda
- Cardinale Agostino Richelmy
- Vescovo Giuseppe Castelli
- Vescovo Gaudenzio Binaschi
- Arcivescovo Albino Mensa
- Cardinale Tarcisio Bertone, S.D.B.
- Vescovo Jean Laffitte, Comm. l'Emm.